# ایستگاه راه‌آهن مرکزی مونیخ
ایستگاه راه‌آهن مرکزی مونیخ (انگلیسی: München Hauptbahnhof) یک ایستگاه راه‌آهن در شهر مونیخ، آلمان است.
این ایستگاه که در سال ۱۸۴۸ تأسیس شده به خطوط راه‌آهن ملی آلمان (دویچه بان)، اینترسیتی-اکسپرس، متروی مونیخ و تراموا مونیخ متصل است.

## نگارخانه

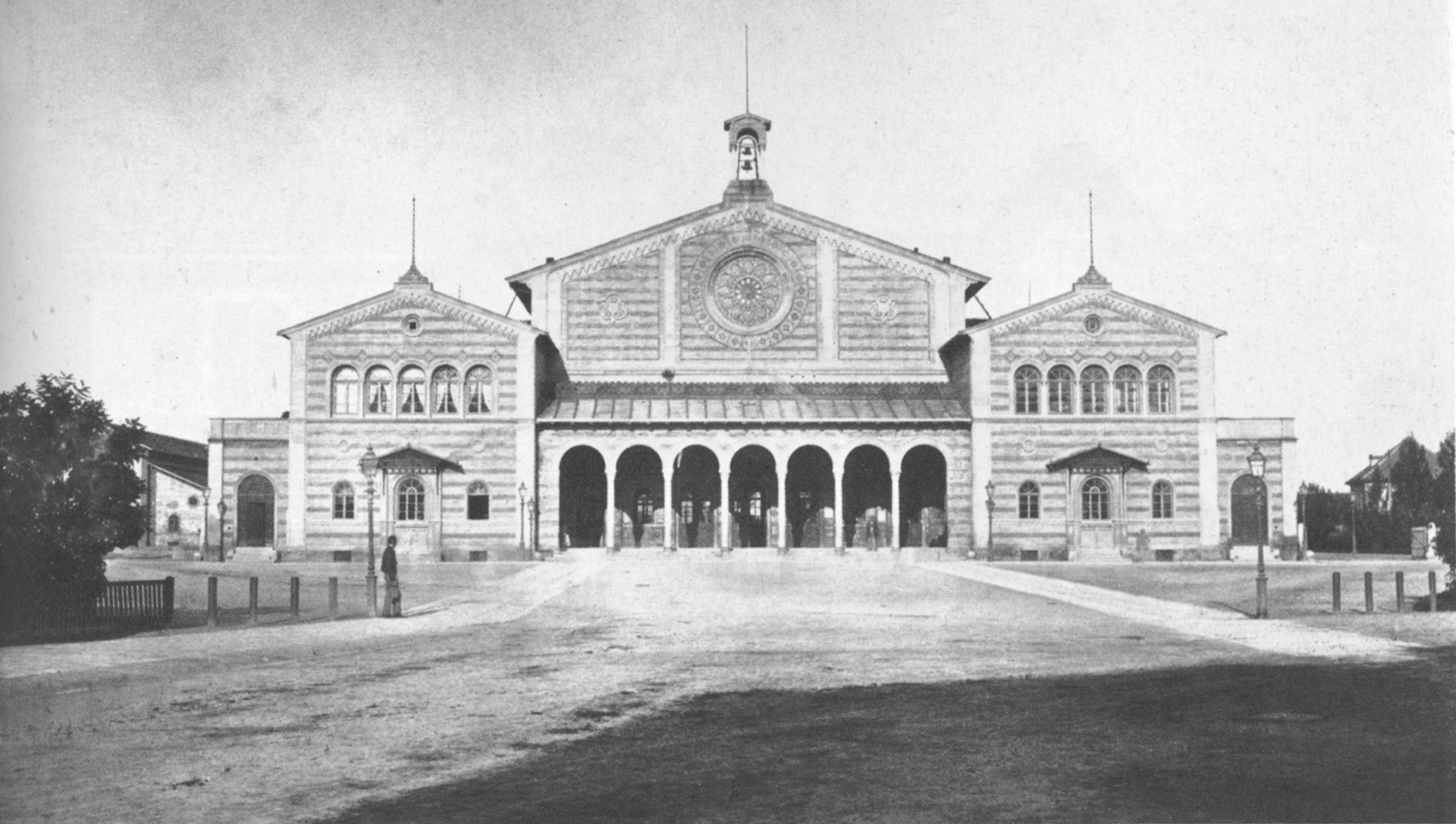
۱۸۵۴
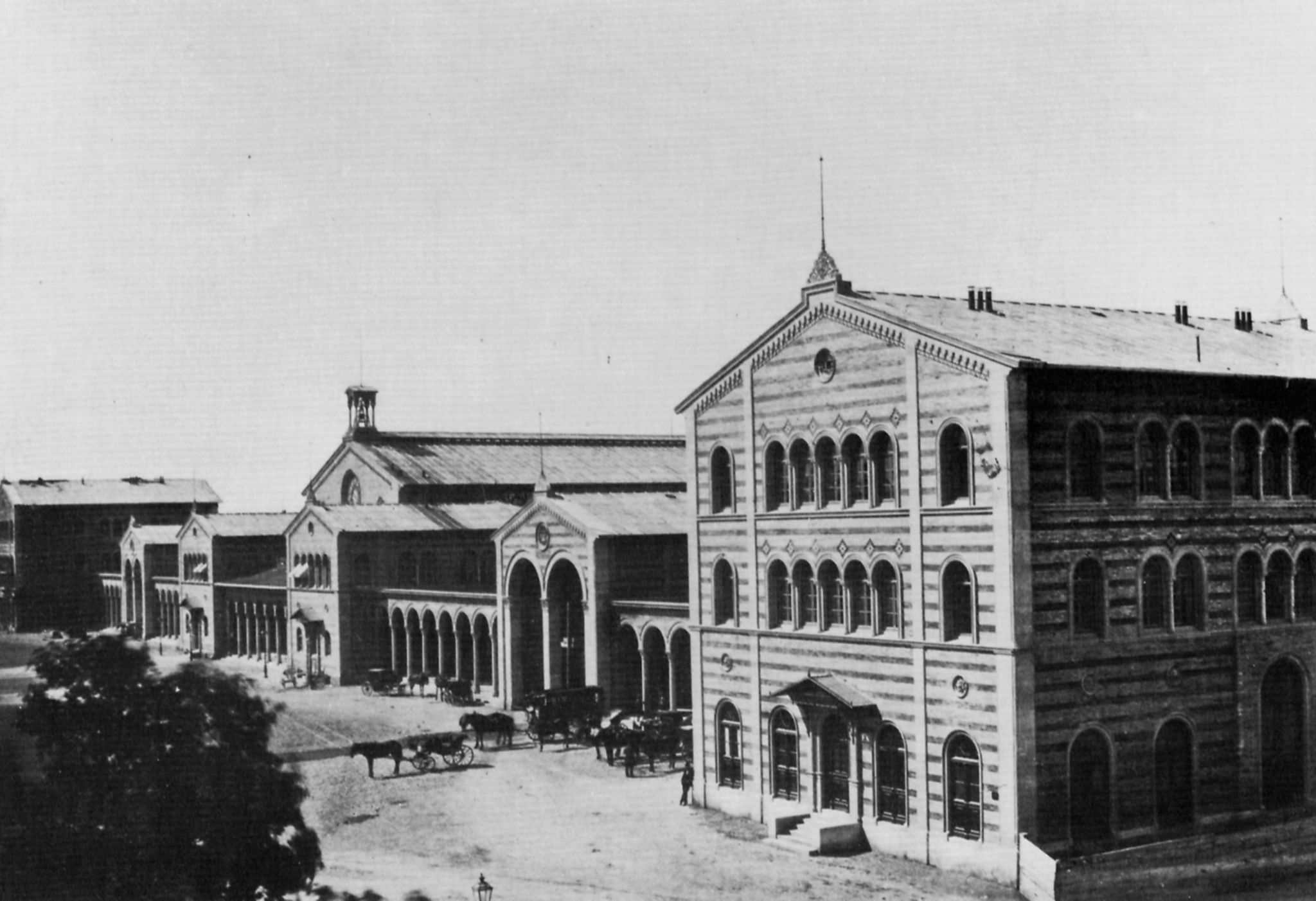
۱۸۷۰
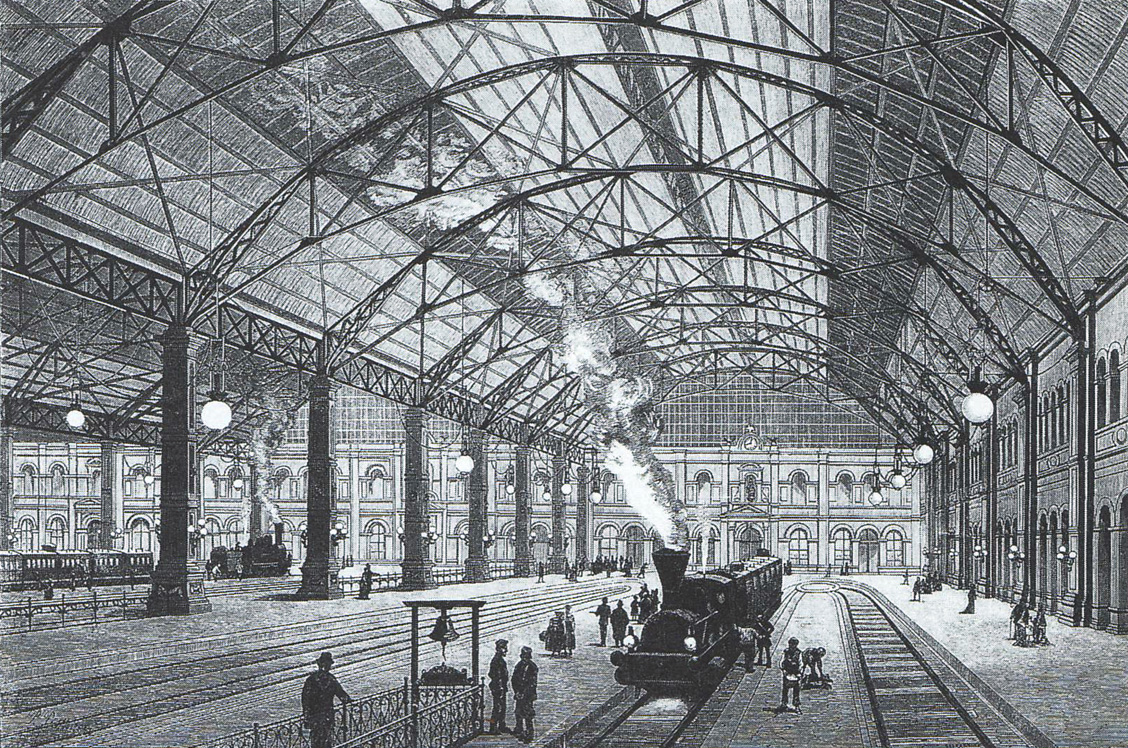
۱۸۸۵
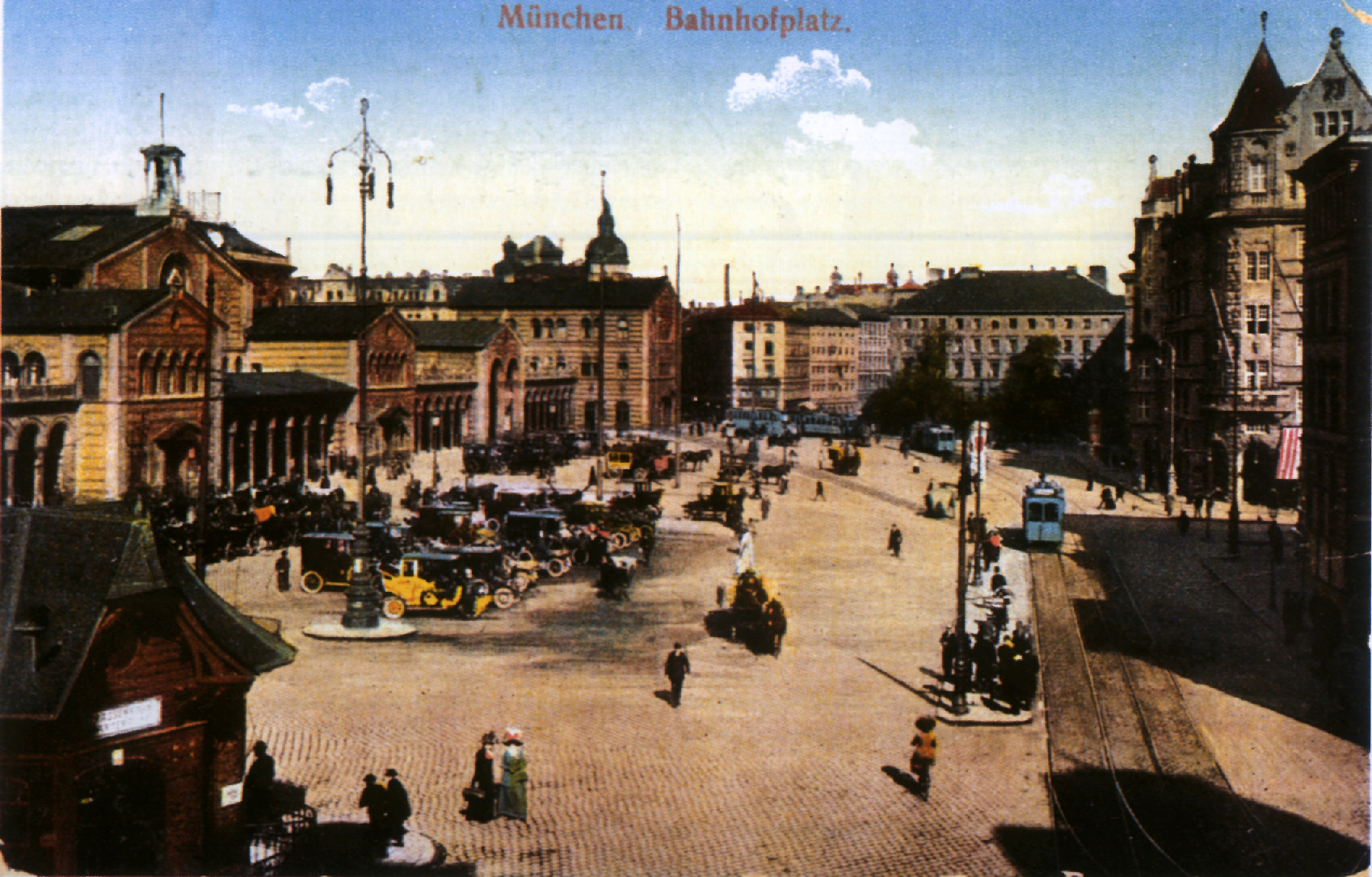
۱۹۰۰
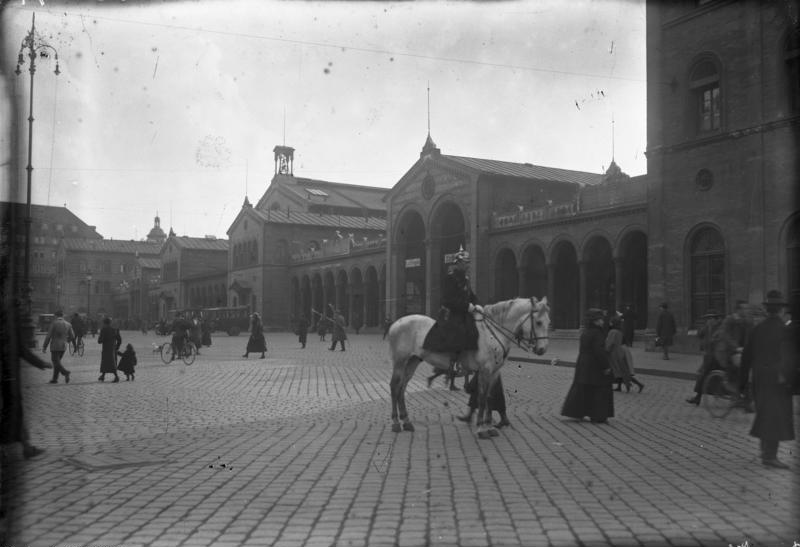
۱۹۲۳
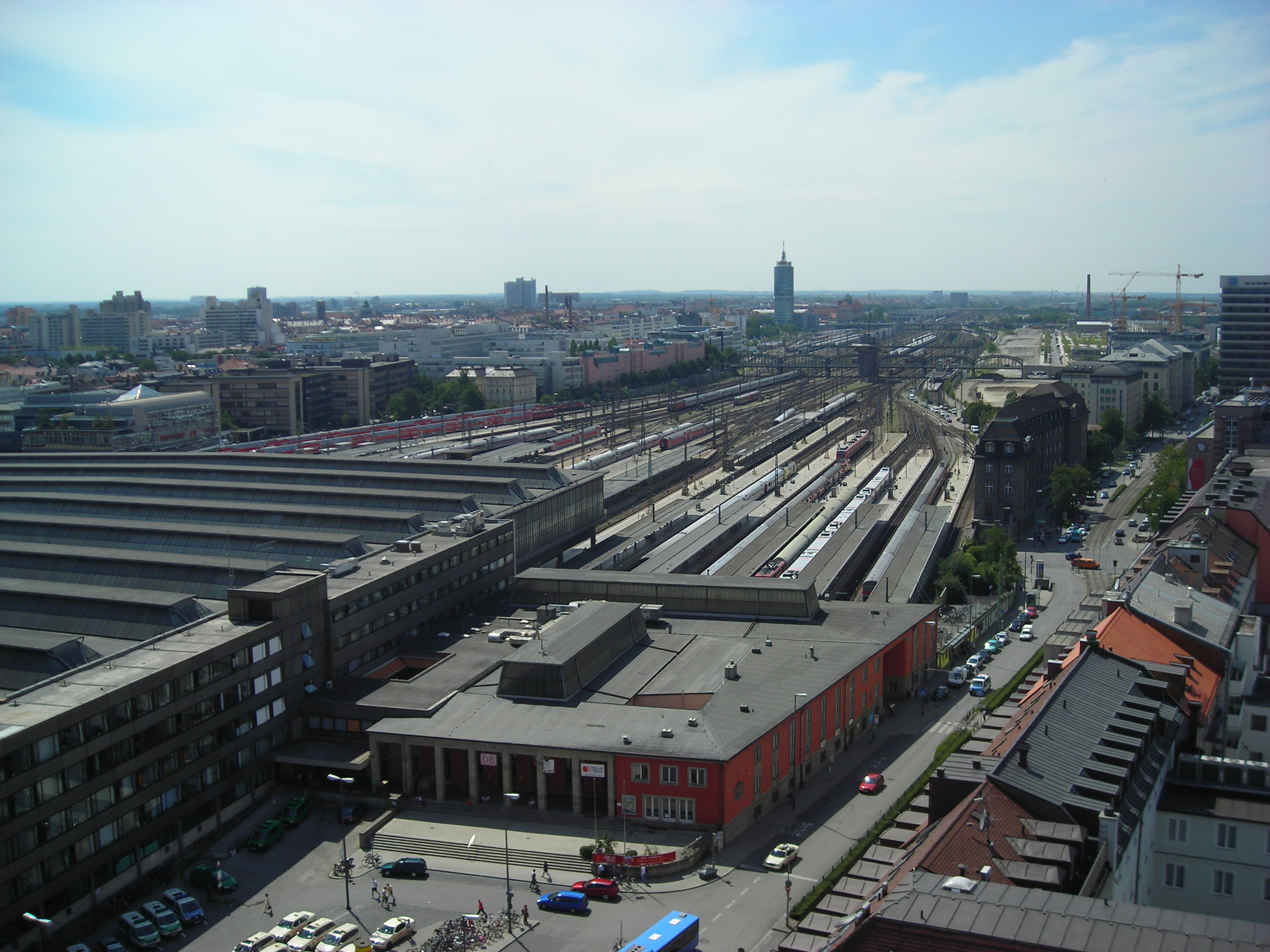
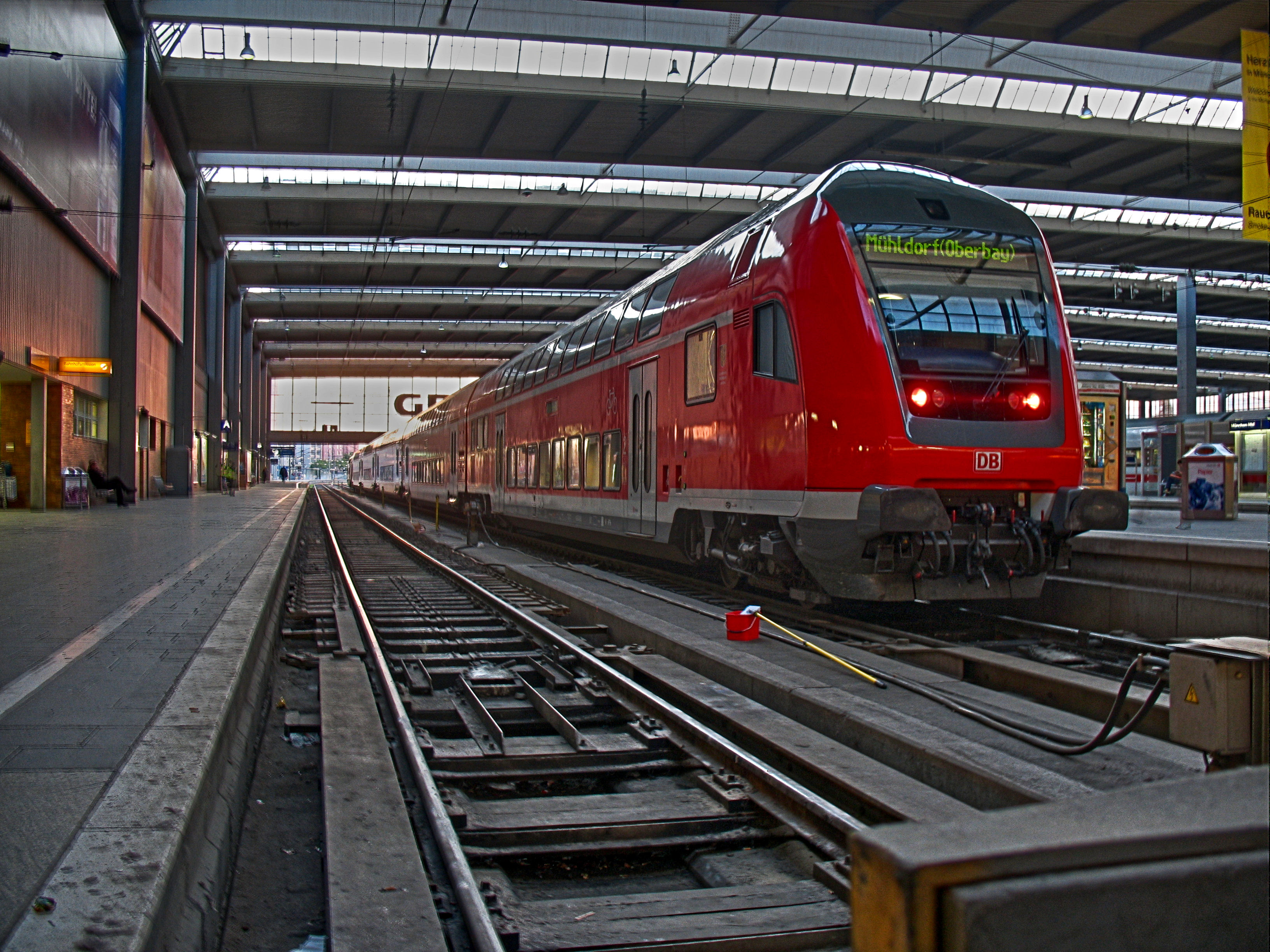
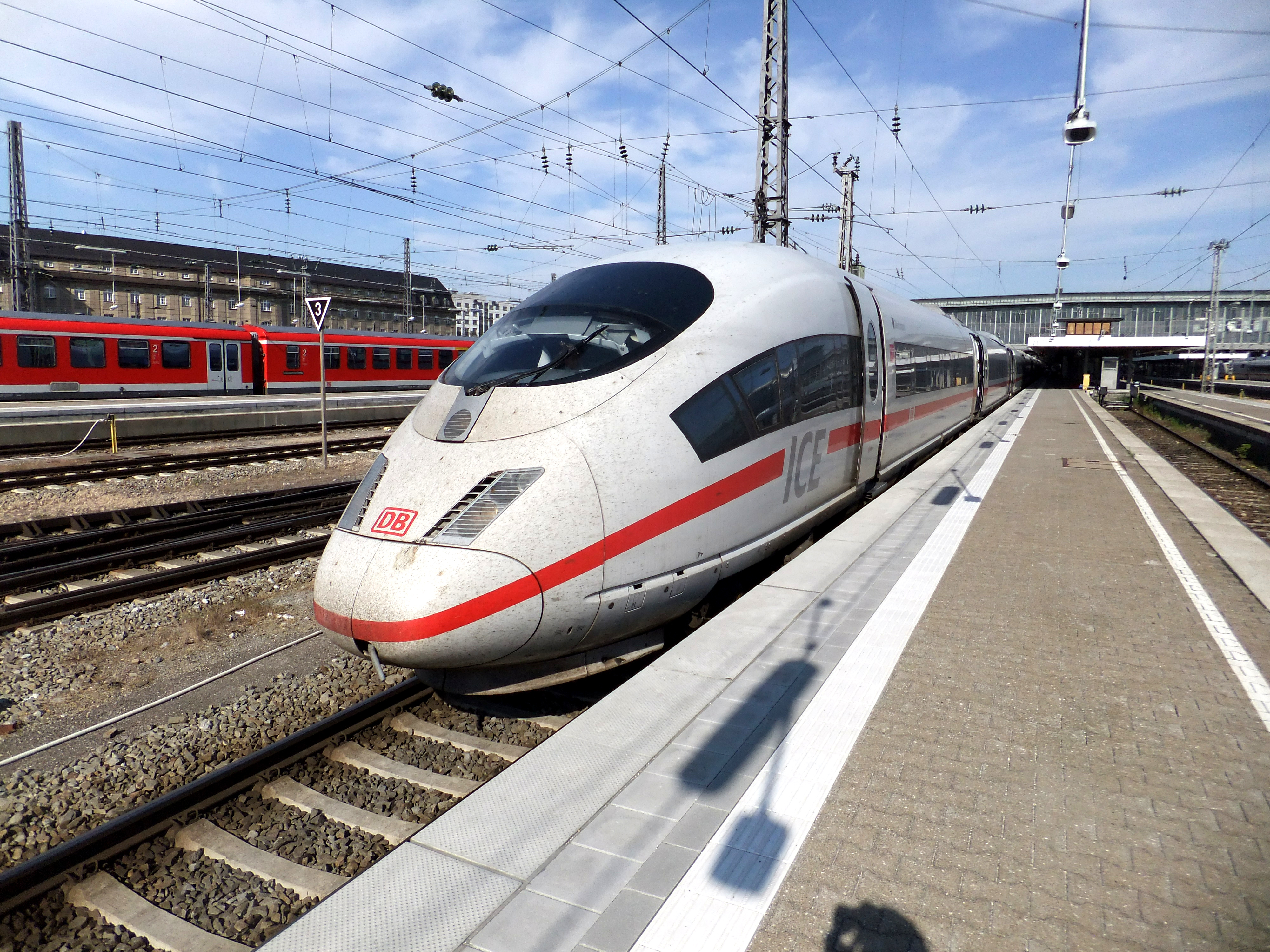
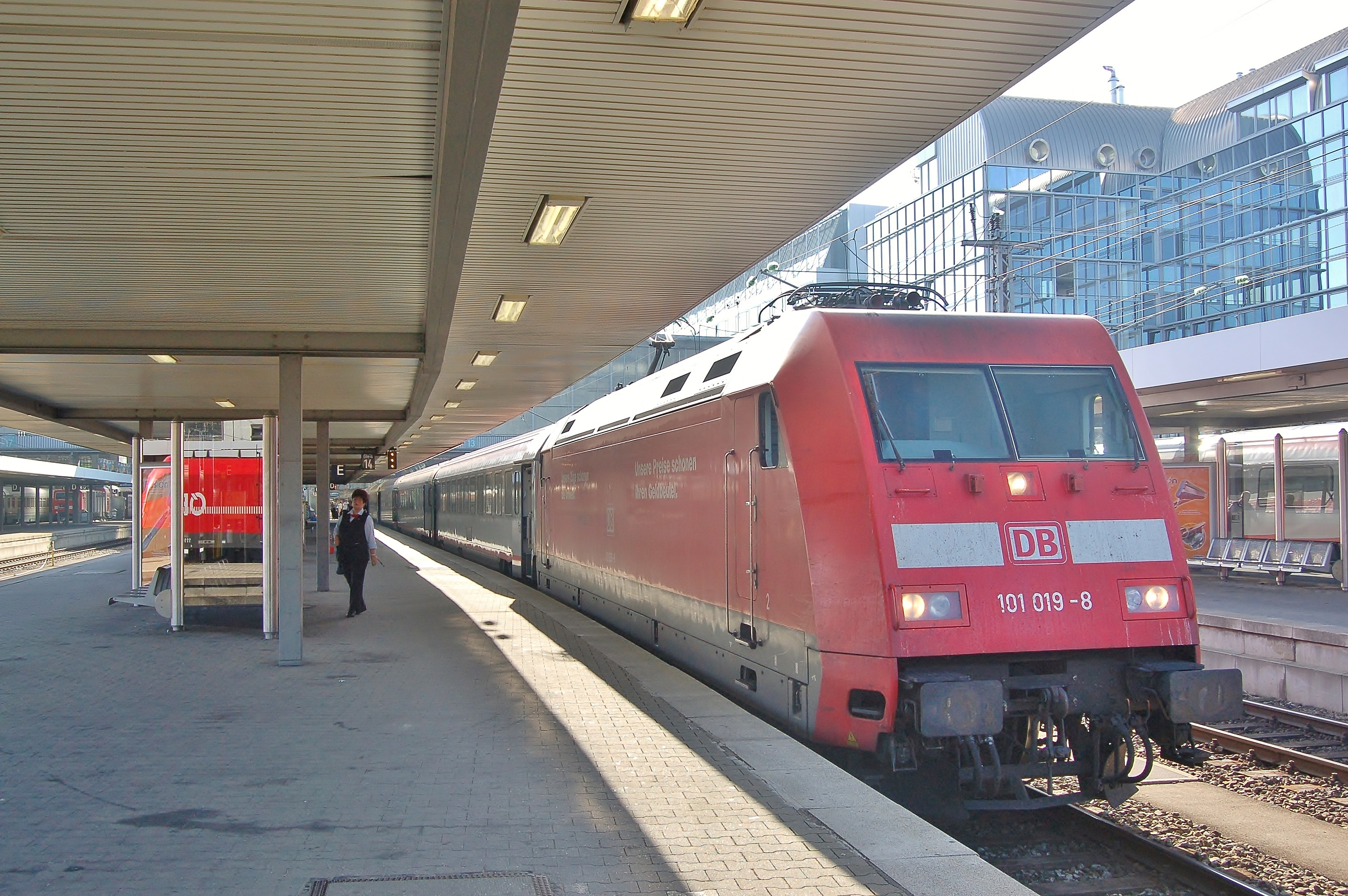
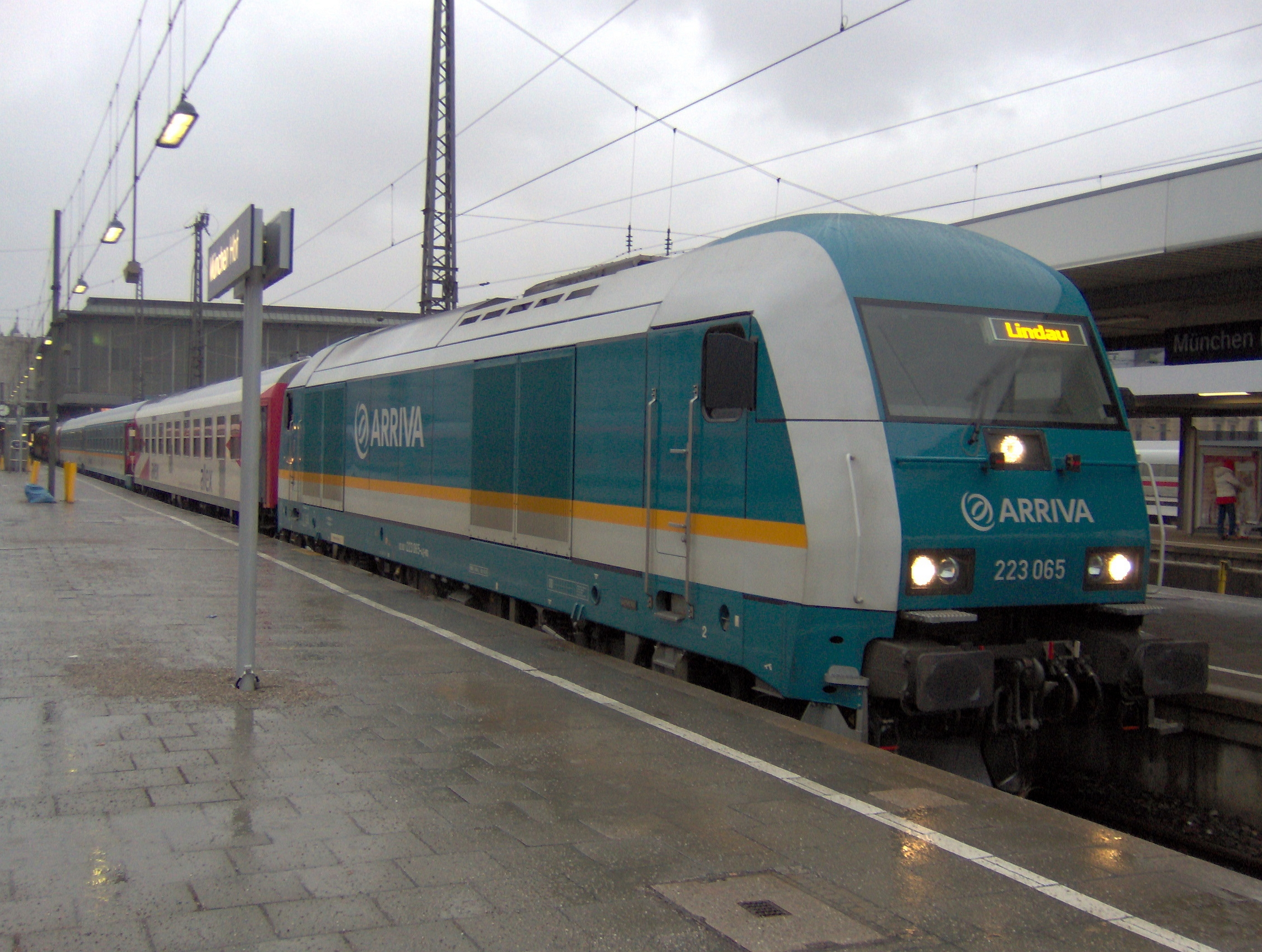